# 胡仲謨
胡仲謨（1487年—1573年），字啓忠，號懷野，湖廣黃州府蘄水縣人，軍籍，明朝政治人物。

## 生平
正德十四年（1519年）己卯科湖廣鄉試第二十三名舉人。正德十六年（1521年）中式辛巳科會試第一百六十七名，登第三甲第三十六名進士。授遂安县知县，历官莱州府知府，升四川按察司副使、建昌兵备道，嘉靖十四年十月兼分巡督粮。补云南澜沧兵备，二十三年补河南信阳兵备副使。万历元年（1573年）去世，终年八十六岁。葬于策湖蒿墩碧莲山。

## 家族
曾祖胡昊；祖父胡瑀；父胡溥，母王氏。具慶下。兄仲典。弟仲訓、胡仲誥（嘉靖進士）。